# Tvrtko Kale
Tvrtko Kale (nu Dreshler Kale; Zagreb, 5 juni 1974) is een Kroatisch voetballer. Sinds 2015 komt hij uit voor Maccabi Kiryat Gat in de Liga Leumit.
In 2004 werd hij door de Kroatische krant Slobodna Dalmacija verkozen als beste speler in de 1. Hrvatska Nogometna Liga, nadat hij met HNK Hajduk Split kampioen speelde. Hierna volgde een transfer naar de Zwitserse eersteklasser Neuchâtel Xamax.
In een interview op de Israëlische sportzender Sport5 verklaarde Tvrtko dat hij volgens de Joodse wet ook Jood is, aangezien zijn grootmoeder langs moeders kant het ook was. Dit kwam zijn toenmalige club goed uit, want de Ligat Ha'Al legt een spelersrestrictie op van maximum 5 buitenlandse spelers. Buitenlanders die daarentegen beschikken over een Teudat Zehut worden niet meegerekend, wat dan weer een pluspunt is voor de club.
Op 22 juni 2007 verhuisde Kale van Maccabi Tel-Aviv naar Beitar Jeruzalem voor $350,000 en tekende er een contract voor 2 jaar. Sinds september 2007 bezit hij ook de Israëlische nationaliteit door zijn huwelijk met Ronit Dahan.
In december kreeg Kale een aanbod van de Italiaanse subtopper Lazio Rome, maar hij weigerde en verkoos om bij Beitar te blijven.